# Adunații-Copăceni, Giurgiu
Adunații-Copăceni este satul de reședință al comunei cu același nume din județul Giurgiu, Muntenia, România. La recensământul din 2002 avea o populație de 2039 locuitori.

Istoria alcătuirii și a numelui1
Legenda spune că, aici în câmpie, copacii poartă numele celor ce i-au sădit. 
Așa se face că, în vremuri vechi, un domnitor al Țării Românești, voind să înconjoare Bucureștiul cu păduri, acolo unde acestea lipseau, a chemat pe toți săditorii de copaci - câți au fost găsiți prin satele de munte. Adunându-i, le-a spus să-și construiască sate, nici prea aproape, dar nici prea departe de București.
Într-o zi, în timp ce domnul se plimba călare în sudul Bucureștilor, a văzut la orizont un pâlc de copaci, pe care nu-i cunoștea. S-a îndreptat într-acolo și a întrebat pe primul om întâlnit: 
- Române, cum le zice la copacii aceștia ?" (Adică, cine i-a sădit ?) 
- Nu se mai știe, Măria-ta - i s-a răspuns - că toți oamenii din partea locului nu fac altceva decât să planteze copaci. 
Și-atunci a zis Vodă acelui loc Copăceni, iar când așezarea s-a despărțit, în jos și în sus de Argeș, satele au căpătat numele de Copăcenii de Jos și de Copăcenii de Sus.
Mai târziu, când cei din satul de jos au vrut să se unească (să se adune) cu ceilalți, li s-a spus acestora Adunații Copăceni.

## Personalități
- Mioara Pitulice (n. 1957), interpretă de muzică populară
- Gelu Chelu (1975 - 2023), jurnalist